# 이병교 (1880년)
이병교(李秉喬, 1880년 양력 12월 12일 ~ ?)는 대한제국과 일제강점기의 군인이다.

## 생애
본관은 전주이다. 1900년에 대한제국 육군무관학교 학도로 뽑혀 1903년에 졸업하였다. 이각, 이근묵, 이승녕 등과 동기생이다.
육군무관학교 졸업 후 보병 참위로 임관하여 대한제국 육군 장교가 되었다. 한성부에 주재하던 평양 진위대인 징상대에서 견습으로 복무하던 중, 1907년에 대한제국 군대 해산 사건이 일어났다. 이때 계급은 육군 참위, 품계는 9품이었다.
이후 일본 육군으로 소속을 옮겨 조선군사령부에서 복무하면서 보병 중위까지 올랐다. 일본군 보병 중위이던 1920년에 훈6등 서보장을 받고 종7위에 서위된 바 있다.
2008년 민족문제연구소가 발표한 친일인명사전 수록예정자 명단 중 군 부문에 선정되었다.

## 참고 자료
- 이병교(李秉喬) - 국사편찬위원회